# Carnegiella strigata

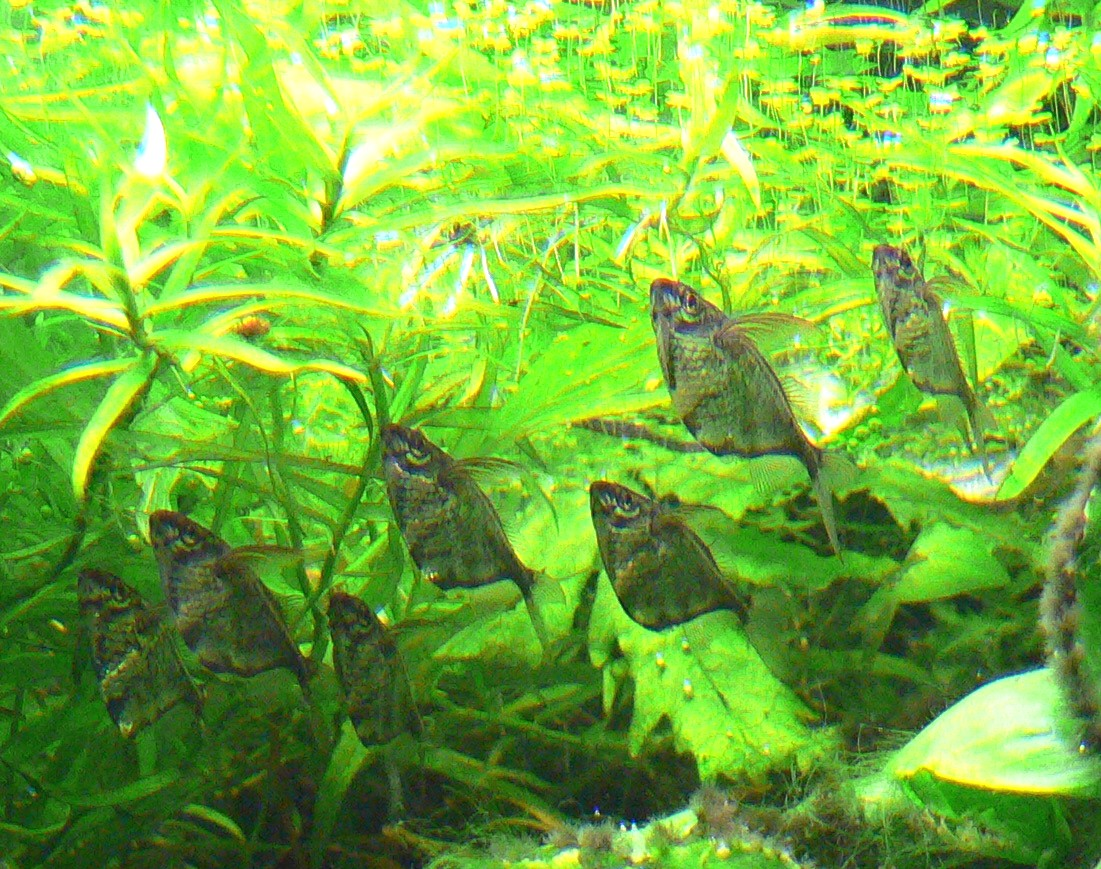
Grup de Carnegiella strigata

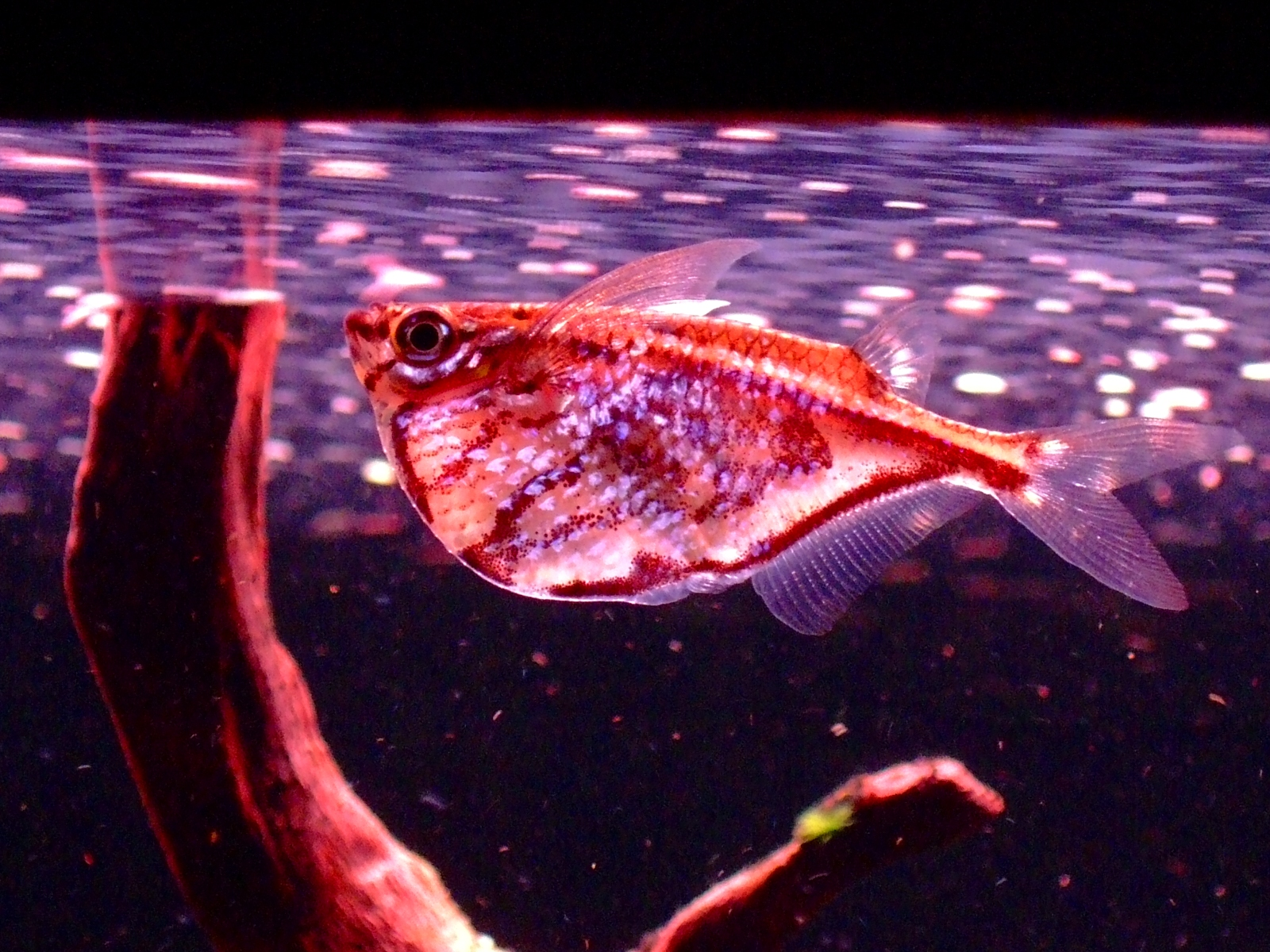
Carnegiella strigata

Carnegiella strigata és una espècie de peix de la família dels gasteropelècids i de l'ordre dels caraciformes.

## Morfologia
- Els mascles poden assolir 3,5 cm de longitud total.[1][2]

## Alimentació
Menja crustacis i insectes.

## Hàbitat
És un peix d'aigua dolça i de clima tropical (24 °C-28 °C).

## Distribució geogràfica
Es troba a Sud-amèrica: conca del riu Amazones i riu Caquetá (Colòmbia).